# Replje
Replje so naselje v občini Trebnje.
Replje so gručasto naselje v pobočni legi nad zakraselo suho dolino ob cesti Žužemberk – Sela pri Šumberku. Na južnem vrtačastem hribčku je zaselek Kutna, obdelovalne površine pa so na Pleši, pod Arčelco, Povrtača, Log in Na hribu, za njimi pa sta gozdnati področji Boršt in Pungrt. V okolici naselja so vrtače in kraške jame, med njimi tudi Brezno za Prtečim lazom.